# Kaplaneikirche Huben (Matrei in Osttirol)

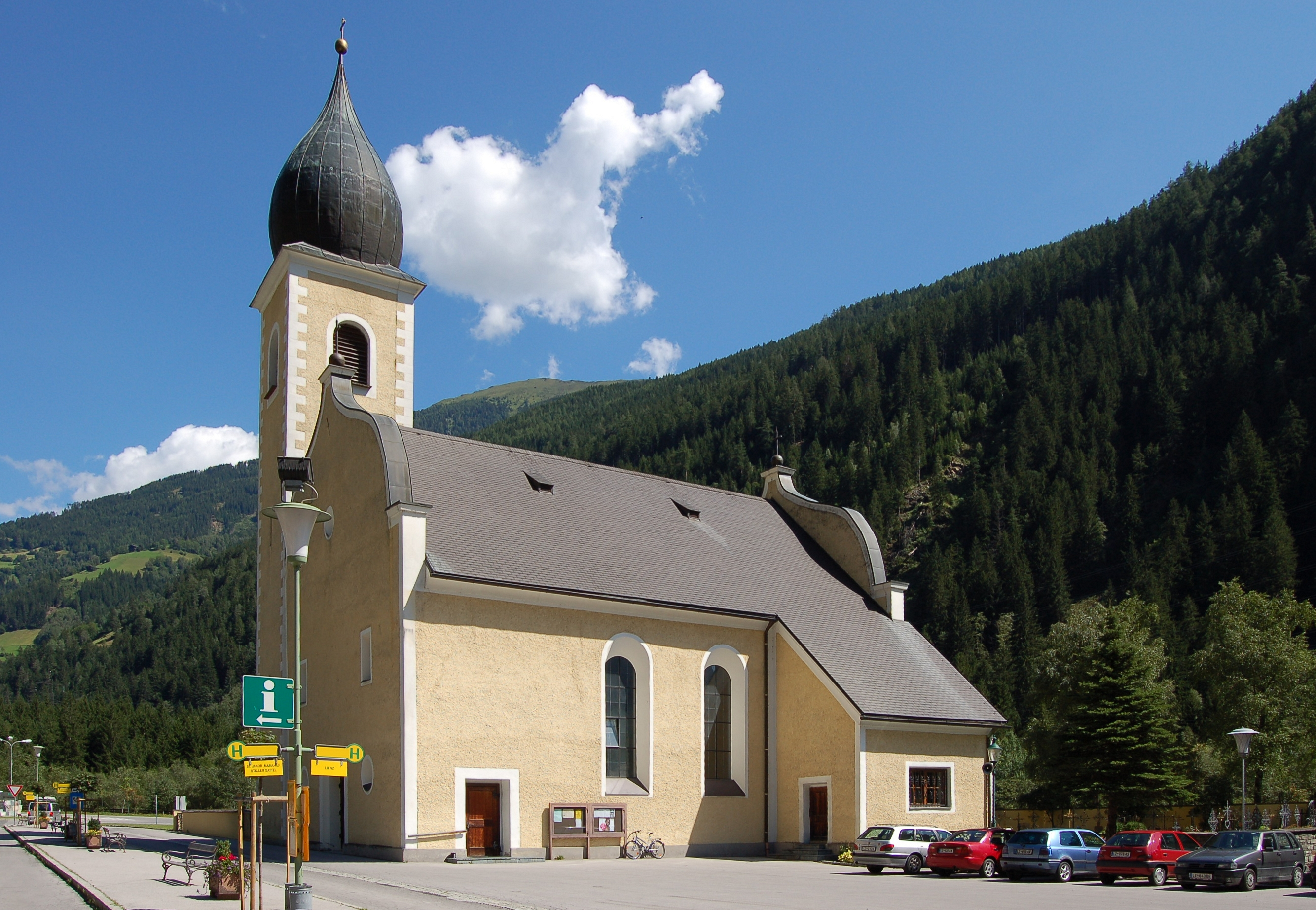
Die Herz-Jesu-Kirche in Huben

Die Herz-Jesu-Kirche ist eine Kaplaneikirche der Pfarre Matrei in Osttirol in der Ortschaft Huben (Gemeinde Matrei in Osttirol). Die Kirche wurde 1928 dem Patrozinium Heiligstes Herz Jesu geweiht und liegt an der Abzweigung der Defereggentalstraße (L25) von der Felbertauernstraße.

## Geschichte
Pläne zum Bau einer Kirche in Huben reichen bis in die Mitte des 18. Jahrhunderts zurück. Als 1756 der Neubau einer Kirche geplant wurde, fiel die Wahl jedoch letztlich auf die Errichtung einer Kirche in Hopfgarten in Defereggen. Im letzten Viertel des 19. Jahrhunderts wurde in Huben eine Kapelle gebaut, die jedoch durch einen Brand zerstört wurde. Neuerliche Neubaupläne scheiterten nach 1910 an Geldmangel, ein weiterer Neubauplan von Baumeister Franz Mair aus Nikolsdorf kam ebenfalls nicht zur Umsetzung. Schließlich gründete Dekan Jakob Mair 1924 ein Kirchenbaukomitee, woraufhin der künftige Matreier Pfarrer Josef Schröckhuber zunächst eine provisorische Kapelle errichten ließ. Nachdem Josef Unterlechner einen kostenlosen Baugrund gestiftet hatte, lud man die Architekten Clemens Holzmeister, Lois Welzenbacher und Bernardi zur Einreichung von Plänen für den Neubau der Kirche ein. Der Entwurf von Welzenbacher gelangte schließlich unter der Leitung von Baumeister Otto Thönig zur Ausführung, wobei die Grundsteinlegung am 6. Mai 1925 erfolgte. Der Bau wurde in vier Bauetappen bis 1929 fertiggestellt, die Weihe erfolgte am 14. Oktober 1928 durch Erzbischof Sigismund Waitz. 1996 wurde die Kirche renoviert, 2002/03 erfolgten der Umbau und die Neugestaltung der Sakristei, wobei im Dachgeschoß ein zweiter Raum erschlossen wurde.

## Bauwerk
Die Kirche besteht aus einem breiten, weitgehend ungegliederten Langbau mit Satteldach und eingezogenem Rundchor sowie einem nordseitig angebauten Kirchturm mit rundbogigen Schallfenstern und Zwiebelhaube. Die Giebelmauern des Langhauses wurden an der Ost- und Westseite geschwungen ausgeführt, wobei die Giebelspitzen jeweils mit Kugel und Kreuz bekrönt wurden. Die Zwiebelhaube des Turms trägt ebenfalls Kugel und Kreuz, zusätzlich jedoch auch einen Wetterhahn. Im Inneren verfügt die Herz-Jesu-Kirche über einen weiten Saalraum mit Tonnenwölbung, an der westseitigen Eingangsseite befindet sich eine durchgehende Empore. Der Altarraum wird von einem stark eingezogenen Rundchor gebildet. 

## Ausstattung

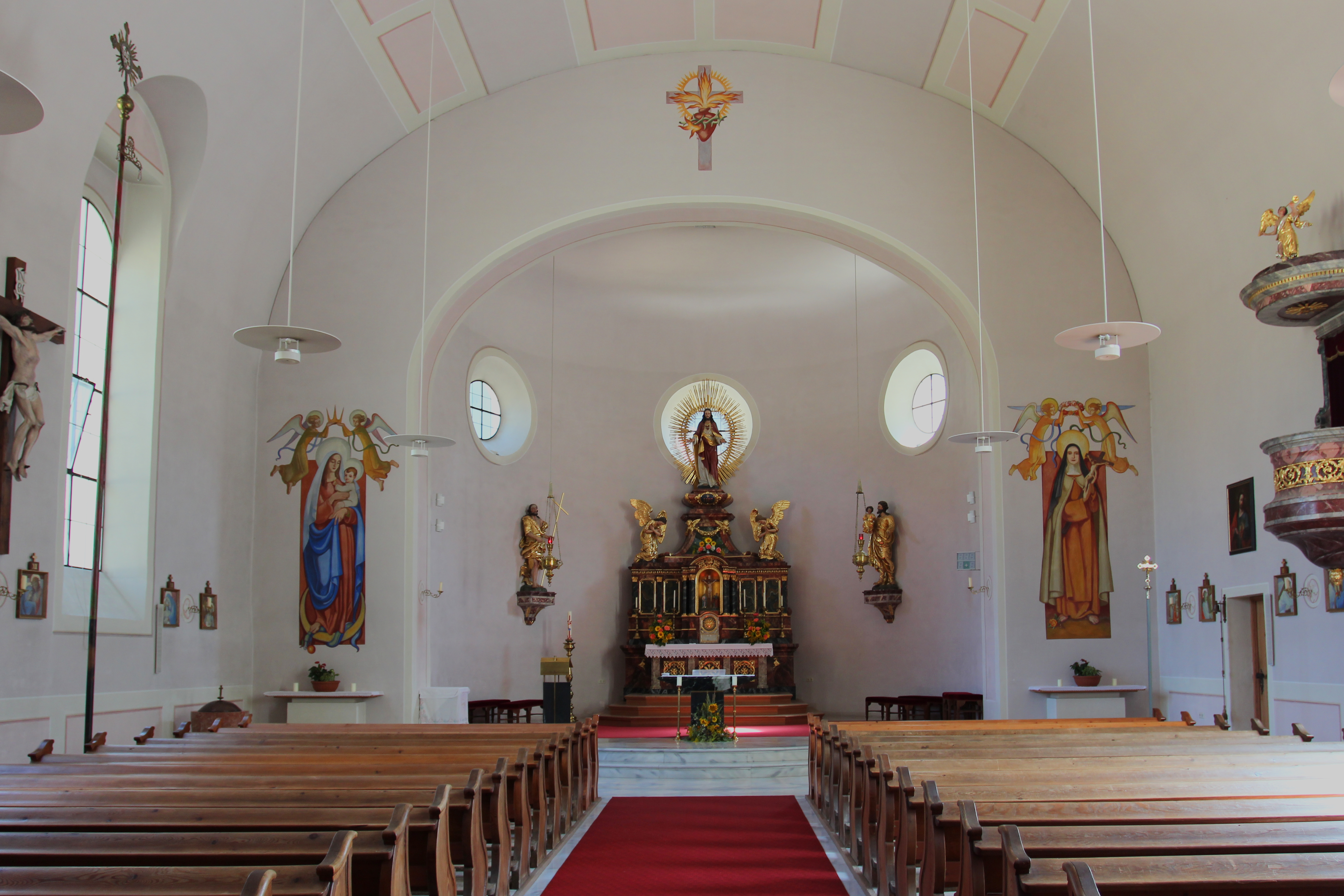

Der Hochaltar wurde 1932 aus Fulpmes nach Huben gebracht und 1996 durch einen Altar aus der Innsbrucker Johanneskirche ersetzt. Der Altar wurde 1878 von den Gebrüdern Trenkwalder unter dem Einbezug von älteren Teilen geschaffen. Er besteht aus Holz mit Marmorteilen und vergoldeten Ornamentteilen. Über der Sockelzone mit Mensa erheben sich pilastergegliederte Felder, worüber die flankierenden Retabel den Tabernakel mit säulenbegrenzter Rundbogennische integrieren. Die hier enthaltene Figurengruppe stellt die Kreuzigung mit Maria und Johannes dar. Über dem Tabernakel befindet sich ein Aufbau mit einer Herz-Jesu-Statue im Strahlenkranz, die von zwei knienden Engeln flankiert wird. Über den schlichten Seitenaltären befinden sich Wandmalereien von Carl Rieder mit einer Mondsichelmadonna (links) bzw. einer Darstellung der heiligen Therese von Lisieux, die von zwei schwebenden Engeln und einem Blütenkranz umgeben ist (rechts).
Als weitere Ausstattungsstücke finden sich in der Kirche eine Kanzel aus der Zeit um 1800 oder dem frühen 19. Jahrhundert, das 1928/29 geschaffene, hölzerne Gestühl und eine 1937 von H. Stadelmann aus Meran installierte pneumatische Kegelladenorgel mit elf Registern. Ein Kruzifix aus der Zeit um die Mitte des 18. Jahrhunderts wird Johann Paterer zugeschrieben.